# Квалификации за Световното първенство по футбол 2006
Квалификациите за световното първенство през Световното първенство Германия 2006 са серия от квалификации за класиране на Световното първенство през 2006 година. Участие в квалификациите взимат 197 отбора, а се класират 32 отбора.
- Европа – УЕФА: 51 отбора се състезават за 13 места (Германия се класира по право на домакин и европейските отбори стават 14)
- Африка – КАФ: 51 отбора, 5 места
- Южна Америка – КОНМЕБОЛ: 10 отбора, 4,5 места
- Азия – АФК: 39 отбора, 4,5 места
- Северна, Централна Америка и Карибите – КОНКАКАФ: 34 отбора, 3,5 места
- Океания – OФК: 12 отбора, 0,5 места

## Континентални зони
- Европа (УЕФА)

Група 1 – Холандия
Група 2 – Украйна
Група 3 – Португалия
Група 4 – Франция
Група 5 – Италия
Група 6 – Англия, Полша
Група 7 – Сърбия и Черна гора
Група 8 – Хърватия, Швеция
Плейофи – Испания, Швейцария и Чехия
- Южна Америка (КОНМЕБОЛ)

Бразилия, Аржентина, Еквадор, Парагвай се класират. Уругвай отпада на междуконтиненталните плейофи.
- Северна и Централна Америка и Карибите (КОНКАКАФ)

САЩ, Мексико и Коста Рика се класират директно, а Тринидад и Тобаго чрез междуконтинентални плейофи.
- Африка (КАФ)

Група A – Того
Група B – Гана
Група C – Кот д'Ивоар
Група D – Ангола
Група E – Тунис
- Азия (АФК)

Група A – Саудитска Арабия и Република Корея се класират. Узбекистан отпада на междуконтиненталните плейофи.
Група B – Япония и Иран се класират. Бахрейн отпада на междуконтиненталните плейофи.
- Океания (ОФК)

Австралия се класира чрез междуконтиненталните плейофи.